# Lista de monarcas de Portugal

Bandeira dos Reis de Portugal (séculos XVIII–XX)

Esta é uma lista de monarcas de Portugal desde o nascimento do conceito de Terra Portucalense como entidade semi-independente, passando pela independência de Portugal, que outorga definitivamente a Dom Afonso Henriques, então conde de Portucale, o título de primeiro rei de Portugal como Dom Afonso I. A lista segue até à Implantação da República Portuguesa, a 5 de outubro de 1910, que depôs o último rei português, Dom Manuel II.

## PresúriasPortucalenses

### Condes presores do Porto
A reocupação e possível reconstrução ou fortificação de Portucale verificou-se após a presúria de Vímara Peres, em 868, vivendo, a partir de então, um próspero período da sua história: daí partiu toda a acção de reorganização, bem-sucedida, em alguns casos de repovoamento, para além dos limites da antiga diocese nela sediada, quer ao norte do rio Ave, quer ao sul do rio Douro. Por esta altura, o território designava-se de Terra Portugalense ou Portugalia. Desta forma, o antigo burgo de Portucale deu o nome a um novo estado ibérico. Na Galiza, as terras portugalenses encontravam-se definidas como as situadas a sul do rio Lima, segundo documentação galega.

#### CasadeVímara Peres
Os condes da casa de Vímara Peres nem sempre se sucederam em linha reta, recorrendo por vezes à sucessão cognática. Eram uma família com bastante influência, tendo o seu apogeu no século X.
| Nome                                   | Retrato | Nascimento                                                                | Início Reinado       | Fim Reinado             | Casamento (s)                                                                           | Morte                                                | Notas |
| -------------------------------------- | ------- | ------------------------------------------------------------------------- | -------------------- | ----------------------- | --------------------------------------------------------------------------------------- | ---------------------------------------------------- | --- |
| Vímara Peres                           |         | c.820 Filho de Pedro Theon                                                | 868                  | 873                     | Trudilde Antes de 850 dois filhos                                                       | 873 Guimarães 52–53 anos                             | Foi um dos responsáveis pela repovoação da linha entre os rios Minho e Douro e, auxiliado por cavaleiros da região, pela ação de presúria do burgo de Portucale (Porto), que foi assim definitivamente conquistado aos muçulmanos no ano de 868. Nesse mesmo ano, tornou-se o primeiro conde de Portucale. Fundou Guimarães.                                                                                                |
| Lucídio Vimaranes                      |         | c.850? Guimarães Filho de Vímara Peres e Trudilde                         | 873                  | 922                     | Gudilona Mendes de Coimbra c.873 três filhos                                            | 922 Guimarães 71–72 anos                             | Apesar de ter tido filhos que lhe sobrevivessem, o seu sucessor foi o conde galego Mendo Gonçalves, o que prova que o condado não seria estritamente hereditário. |
| Hermenegildo Guterres                  |         | c.842 Filho de Guterre e Elvira                                           | 873                  | 912                     | Ermesinda Gatones de Bierzo Entre 860 e 870 sete filhos                                 | depois de maio de 912 Guimarães 52–53 anos           | Sendo a sua filha nora de Afonso III das Astúrias, à morte de Vímara Peres, terá sido nomeado conde de Portucale por este monarca, conjuntamente com Lucídio Vimaranes, filho de Vímara. Hermenegildo surge na documentação leonesa como conde de Tui e Portucale [Porto]. |
| Monio Guterres                         |         | c.890 Filho de Guterre Mendes de Coimbra e Ilduara Eres de Lugo           | 912                  | 922                     | Elvira Aires de Coimbra sete filhos                                                     | c.959 68–69 anos                                     | Neto de Hermenegildo, governou com Lucídio Vimaranes após a morte do avô. |
| Mendo Gonçalves I                      |         | c.900 Filho de Gonçalo Afonso Betote, Conde de Deza e Teresa Eres de Lugo | 922                  | c.943                   | Entre 915 e 920 seis filhos                                                             | c.943 c.42–43 anos                                   | Provavelmente nomeado conde, dada a falta de parentesco com os condes anteriores. A sua nomeação estará possivelmente relacionada com o casamento da sua irmã Aragonta com Ordonho II de Leão. Há fontes que têm Mendo como morto em 928. |
| Mumadona Dias                          |         | c.900 Filha do Conde Diogo Fernandes e Oneca de Pamplona                  | c.943                | 950                     | Entre 915 e 920 seis filhos                                                             | c.969? Guimarães c.68–69 anos                        | Viúva de Mendo Gonçalves, governa o Condado sozinha após a morte do esposo. Foi a mulher mais poderosa do seu tempo no noroeste da Península Ibérica. Edificou o primeiro castelo de Guimarães. A sua suposta abdicação em 950 pode levar a pensar se o seu governo não foi uma regência, mas o facto não é consensual. |
| Gonçalo Mendes                         |         | c.925 Filho de Mendo Gonçalves I e Mumadona Dias                          | 950                  | 997                     | Ilduara Pais de Deza Entre 935 e 940 cinco filhos Ermesinda c.983 sem filhos conhecidos | c.997 Santiago de Compostela c.71–72 anos            | O seu governo coincidiu com um período de turbulência no Ocidente Peninsular, marcado, não só por revoltas nobiliárquicas, mas também por ataques normandos e muçulmanos. Adversário dos reis Sancho I, e Ramiro III, foi um dos nobres que apoiaram e elevaram ao trono Ordonho IV e posteriormente Bermudo II. Em 997 intitulou-se magnus dux portucalensium.                                                             |
| Mendo Gonçalves II                     |         | c.945? Filho de Gonçalo Mendes e Ilduara Pais de Deza                     | 997                  | 6 de outubro de 1008    | Antes de 1008 nove filhos                                                               | 6 de outubro de 1008 c.62–63 anos?                   | Presença assídua na corte de Bermudo II, participou na educação do sucessor Afonso V e ainda na regência durante a menoridade deste, junto à rainha viúva, Elvira Garcia de Castela. Tornar-se-ia ainda sogro deste, pois casou uma sua filha com este monarca. Faleceu assassinado, possivelmente, por nobres revoltados. Apesar de, mais uma vez, ter descendência varonil, a sucessão não recaiu nos seus filhos.        |
| Tutadona Moniz de Coimbra              |         | c.960? Filha de Monio Froilaz de Coimbra e Elvira Pais de Deza            | 6 de outubro de 1008 | 1025                    | Antes de 1008 nove filhos                                                               | 1025 c.64–65 anos?                                   | Viúva, sabe-se que governou o condado em conjunto com o sucessor do marido (Alvito Nunes), provavelmente nomeado por Afonso V. Desconhece-se a razão deste governo conjunto. |
| Alvito Nunes                           |         | c.985? Filho de Nuno Alvites                                              | 6 de outubro de 1008 | 1015                    | Gontinha Antes de 1015 quatro filhos                                                    | 1015 Castelo de Vermoim c.29–30? anos                | Bisneto paterno de Lucídio Vimaranes, é descendente em linha reta e por via agnática deste conde; a sua ascensão significou assim o regresso da família fundadora da presúria ao poder. Governou em conjunto com Tutadona, a viúva do conde anterior. Faleceu durante um ataque normando em Vermoim. |
| Nuno Alvites                           |         | c.1000? Filho de Alvito Nunes e Gontinha                                  | 1015                 | 1028                    | Antes de 1028 três filhos                                                               | 1028 c.27–28 anos?                                   | Ilduara Mendes, filha de Mendo Gonçalves II e Nuno Alvites, filho de Alvito Nunes, unem-se em casamento, juntando-se no poder as duas principais linhagens da governação do condado. Depois do assassinato de Nuno Alvites, Ilduara parece tomar a posição de regente durante a menoridade do filho. Vive, no entanto, o suficiente para ver a morte do filho e regressar ao poder como regente do neto, também menor.      |
| Ilduara Mendes                         |         | c.1000? Filha de Mendo Gonçalves II e Tutadona Moniz de Coimbra           | 1015                 | 1028                    | Antes de 1028 três filhos                                                               | 1058 c.57–58 anos                                    | Ilduara Mendes, filha de Mendo Gonçalves II e Nuno Alvites, filho de Alvito Nunes, unem-se em casamento, juntando-se no poder as duas principais linhagens da governação do condado. Depois do assassinato de Nuno Alvites, Ilduara parece tomar a posição de regente durante a menoridade do filho. Vive, no entanto, o suficiente para ver a morte do filho e regressar ao poder como regente do neto, também menor.      |
|                                        |         |                                                                           |                      |                         |                                                                                         |                                                      | |
| Regência de Ilduara Mendes (1028–1043) |         |                                                                           |                      |                         |                                                                                         |                                                      | |
| Mendo Nunes                            |         | c.1020? Filho de Nuno Alvites e Ilduara Mendes                            | c.1043               | 1050                    | Desconhecida Antes de 1050 três filhos                                                  | 1050 c.29–30 anos?                                   | O seu governo coincidiu com a inauguração de uma nova dinastia no Reino de Leão, e uma nova política de administração territorial; assim, Mendo será talvez o primeiro conde a perder autoridade no seu próprio condadoː Fernando Magno recorre a nobres de condição inferior (os infanções) para a administração das diferentes terras, como Gomes Echigues (em Guimarães) ou Godinho Viegas (como governador de Portugal) |
| Regência de Ilduara Mendes (1050–1058) |         |                                                                           |                      |                         |                                                                                         |                                                      | |
| Nuno Mendes                            |         | c.1040? Filho de Mendo Nunes                                              | c.1058               | 28 de fevereiro de 1071 | Gontinha Antes de 1071 pelo menos um filho                                              | 28 de fevereiro de 1071 Mire de Tibães c.30–31 anos? | As suas aspirações a uma maior autonomia dos portucalenses face ao Reino de Leão levaram-no a enfrentar Garcia II da Galiza em 1070, confronto que culminou na desastrosa Batalha de Pedroso, a 18 de fevereiro de 1071, de onde Nuno não sai vivo. A sua única filha, e última descendente de Vímara Peres, Loba Nunes, desposou o alvazil Sisnando Davides, conde de Coimbra.                                             |

### Condes presores de Coimbra
Apenas dez anos decorridos sobre a reconquista definitiva de Portucale tivesse sido tomada a cidade de Coimbra e erigida em condado independente às mãos de Hermenegildo Guterres em 878; a sua posição de charneira entre os mundos cristão e muçulmano permitiu uma vivência de maior paz no Entre-Douro-e-Minho, se bem que a região era alvo de incursões normandas regulares. As campanhas do Almançor, em finais do século X, porém, fizeram recuar a linha de fronteira de novo até ao Douro e o condado de Coimbra é suprimido em 987.

#### Casa deHermenegildo Guterres
| Nome                  | Retrato | Nascimento                                                                | Início Reinado | Fim Reinado | Casamento (s)                                           | Morte                                      | Notas |
| --------------------- | ------- | ------------------------------------------------------------------------- | -------------- | ----------- | ------------------------------------------------------- | ------------------------------------------ | --- |
| Hermenegildo Guterres |         | c.842 Filho de Guterre e Elvira                                           | 878            | 912         | Ermesinda Gatones de Bierzo Entre 860 e 870 sete filhos | depois de maio de 912 Guimarães 52–53 anos | Membro da Cúria régia do rei Afonso III, foi repovoador e conde de Coimbra. |
| Aires Mendes          |         | Antes de 878 Filho de Hermenegildo Guterres e Ermesinda Gatones de Bierzo | 912            | 924         | Ermesinda Gondesendes sete filhos                       | c.924                                      | Dedicou-se, com o seu irmão Guterre, à fundação de mosteiros. |
| Monio Guterres        |         | c.890 Filho de Guterre Mendes e Ilduara Eres de Lugo                      | 924            | 955         | Elvira Aires de Coimbra sete filhos                     | c.959 c.68–69 anos                         | Sobrinho e genro do antecessor. O seu pai não está documentado como conde de Coimbra, mas é provável que Monio o fosse. Governou também o Condado de Portucale com Lucídio Vimaranes.                                                               |
| Gonçalo Moniz         |         | c.920? Filho de Monio Guterres e Elvira Aires de Coimbra                  | 955            | 982         | Mumadona Froilaz de Coimbra sete filhos                 | c.982 c.61–62 anos                         | Enviou uma embaixada a Córdova. Poderá ter sido ele o autor do envenenamento de Sancho I de Leão, conspirando contra o filho deste, Ramiro III de Leão. Foi um dos nobre portucalenses que reconheceu Bermudo II de Leão como Rei da Galiza em 981. |
| Monio Gonçalves       |         | c.960? Filho de Gonçalo Moniz e Mumadona Froilaz de Coimbra               | 982            | 987         | Não casou                                               | c.988 c.27–28 anos?                        | Em 987, as campanhas de Almançor conquistam Coimbra e a linha de defesa cristã recua até ao rio Douro. O condado desaparece. |

Na segunda metade do século XI, reconstituiu-se ao sul o condado de Coimbra, que incluía ainda as terras de Lamego, Viseu e Feira, sendo entregue ao conde ou alvazil Sesnando Davides, que conquistara definitivamente a cidade, a 27 de dezembro de 1064. Este condado viria mais tarde a ser incorporado no Condado Portucalense.
| Nome                      | Retrato | Nascimento                                                                 | Início Reinado         | Fim Reinado          | Casamento (s)                                 | Morte                                   | Notas |
| ------------------------- | ------- | -------------------------------------------------------------------------- | ---------------------- | -------------------- | --------------------------------------------- | --------------------------------------- | --- |
| Alvazil Sisnando Davides  |         | c.1038 Tentúgal Filho de David e Susana                                    | 27 de dezembro de 1064 | 25 de agosto de 1091 | Loba Nunes de Portucale um filho              | 25 de agosto de 1091 Coimbra 52–53 anos | Moçárabe português, terá sido ele a convencer Fernando Magno para a reconquista de Coimbra. Desposou a filha do último conde de Portucale, mas não reclamou este condado para si após a desastrosa Batalha de Pedroso. |
| Martim Moniz de Ribadouro |         | Antes de 1080 Filho de Monio Fromariques de Ribadouro e Elvira Gondesendes | 25 de agosto de 1091   | 1093                 | Elvira Sisnandes de Coimbra c.1080 sem filhos | Depois de 1111                          | Genro do seu antecessor, acompanhou Afonso VI de Leão nas conquistas de Lisboa, Santarém e Sintra (que voltariam a cair em domínio muçulmano). Viu-se afastado do cargo de conde por este mesmo monarca.               |

### Condes presores de Chaves
Além destas duas principais presúrias, há notícias de uma terceira, sediada em Chaves, criada em 872 e governada por um misterioso conde Odoário, que seria um capitão ou mesmo um irmão rebelde de Afonso III de Leão. Esta presúria seria o ponto central de uma expansão para sul que alcançaria Lamego.
- Odoário [Ordonhes] (872).

## Condado Portucalense
A ambição de Afonso VI de Leão reconstituiu a unidade dos Estados que vigorava no tempo do seu pai, Fernando I de Leão. Quando Garcia, o irmão de Afonso que fora deposto em 1071, faleceu na prisão em 1090, os territórios que haviam sido seus haviam já revertido para o genro de Afonso VI, Raimundo de Borgonha, que desde 1087 os governava como dote da esposa, Urraca de Leão e Castela. A esta altura, o vigor das investidas Almorávidas recomendava a distribuição dos poderes militares, para melhor reforçar o território: um comando na zona central, entregue ao próprio rei Afonso VI, outro, não oficial, exercido por El Cid em Valência, e o terceiro a ocidente, entregue a Raimundo; este último não conseguiu defender eficazmente a linha do Tejo — tendo já perdido Lisboa, que fora cedida aos Leoneses pelo rei taifa de Badajoz, juntamente com Santarém, que estava também prestes a cair nas mãos dos Almorávidas — e essa será uma das razões que atribuem alguns historiadores modernos à decisão tomada por Afonso VI de reforçar ainda mais a defesa militar ocidental, dividindo em duas a zona atribuída inicialmente a Raimundo, entregando a mais exposta a Henrique de Borgonha.

### Dinastia de Borgonha
| Nome | Retrato | Nascimento                                                                            | Início Reinado                  | Fim Reinado         | Casamento (s)                                                                              | Morte | Notas |
| --- | ------- | ------------------------------------------------------------------------------------- | ------------------------------- | ------------------- | ------------------------------------------------------------------------------------------ | --- | --- |
| Raimundo |         | 1070 Besançon Filho de Guilherme I, conde da Borgonha e Estefânia de Longwy           | 1087 (Portucale) 1093 (Coimbra) | 1096                | Urraca de Leão e Castela 1087 dois filhos                                                  | 24 de maio de 1107 Grajal de Campos 36–37 anos Sepultado na Catedral de Santiago de Compostela                   | Genro de Afonso VI de Leão e Castela, do casamento com a herdeira deste recebeu, como dote, o Reino da Galiza, juntamente com o Condado de Portucale, ao qual se juntaria mais tarde o de Coimbra. As fracas defesas a sul causaram a perda de Lisboa pelos cristãos, levando a que Afonso separasse os condados (que constituíam a zona mais exposta a investidas almorávidas) da Galiza, e os entregasse a Henrique, na esperança de uma melhor gestão e defesa destes territórios.                                 |
| Urraca |         | 24 de junho de 1081 Leão Filha de Afonso VI de Leão e Castela e Constança da Borgonha | 1087 (Portucale) 1093 (Coimbra) | 1096                | Raimundo de Borgonha 1087 dois filhos Afonso I de Aragão 1109 (anulado em 1112) sem filhos | 8 de março de 1126 Saldaña 44 anos Sepultado na Basílica de Santo Isidoro, em Leão                               | Governou o condado em conjunto com o marido. |
| Entre o final de 1095 e o início de 1096, Afonso VI de Leão e Castela, após o desastre militar a sul comandado pelo genro Raimundo, e provavelmente sentindo o perigo da grande influência deste no Ocidente Peninsular, unificou o Condado de Portucale e o Condado de Coimbra numa única entidade política, que entrega, como dote, à sua filha Teresa e ao respetivo esposo, Henrique de Borgonha, primo daquele, diminuindo assim a desigualdade de poder entre ambos. |         |                                                                                       |                                 |                     |                                                                                            | | |
| Henrique |         | 1066 Dijon Filho de Henrique de Borgonha e Sibila da Borgonha                         | 1096                            | 24 de abril de 1112 | c.1093 seis filhos                                                                         | 24 de abril de 1112 Astorga 45–46 anos Sepultado na Sé de Braga                                                  | Sobrinho paterno de Eudo I, Duque da Borgonha. Apoiado pelos interesses políticos clunicenses, introduz-se ambiciosamente na política do Reino vizinho, conquistando poder junto das cortes. Vendo-se na condição de subordinados ao rei, os condes ou governadores tinham amplos poderes administrativos, judiciais e militares, e o seu pensamento orientava-se, naturalmente, para a aquisição de uma completa autonomia quando, no caso português, as condições lhe eram propícias.                               |
| Teresa |         | 1080 Filha de Afonso VI de Leão e Castela e Ximena Moniz                              | 1096                            | 24 de junho de 1128 | c.1093 seis filhos                                                                         | 11 de novembro de 1130 Mosteiro de Montederramo (Galiza) ou Póvoa de Lanhoso 45–46 anos Sepultada na Sé de Braga | Lutou para lhe ver reconhecida uma maior autoridade, o que logra quando, por volta de 1116–17, se intitula Ego regina Taresia de Portugal regis Ildefonssis filia, condição reconhecida pelo Papa Pascoal II. Foi forçada, contudo, a prestar vassalagem ao Reino de Leão. O seu envolvimento político e pessoal com o magnate galego Fernão Peres de Trava causou um descontentamento geral no seio da nobreza e clero portugueses, que culminou na Batalha de São Mamede, que a opôs ao seu filho e logrou depô-la. |
| Afonso I O Conquistador O Fundador O Grande |         | 25 de julho de 1109 Guimarães, Coimbra ou Viseu Filho de Henrique e Teresa            | 24 de junho de 1128             | 26 de julho de 1139 | Mafalda de Saboia março ou abril de 1146 sete filhos                                       | 6 de dezembro de 1185 Coimbra 76 anos Sepultado no Mosteiro de Santa Cruz em Coimbra                             | Inicialmente líder da grande maioria da nobreza e clero portugueses, que via nele a esperança de uma continuação da independência do Condado Portucalense, o que contrariava a intenção da condessa-rainha, que pretendia o domínio de toda a Galiza. Afonso armou-se cavaleiro, venceu a mãe na Batalha de São Mamede (1128) e assumiu o governo do condado. |

## Reino de Portugal

### Dinastia de Borgonha(ouAfonsina)
| 1139–1247 | 1247–1383 |
| --------- | --------- |
|           |           |

| Nome | Retrato | Nascimento | Início Reinado          | Fim Reinado                                             | Casamento (s) | Morte | Notas |
| --- | ------- | --- | ----------------------- | ------------------------------------------------------- | --- | --- | --- |
| Afonso I O Conquistador O Fundador |         | 25 de julho de 1109 Guimarães, Coimbra ou Viseu Filho de Henrique de Borgonha, conde de Portucale e Teresa de Leão | 26 de julho de 1139     | maio de 1169 (de facto) 6 de dezembro de 1185 (de jure) | Mafalda de Saboia março ou abril de 1146 sete filhos                                                                                    | 6 de dezembro de 1185 Coimbra 76 anos Sepultado no Mosteiro de Santa Cruz em Coimbra                                                                                                   | Após a vitoriosa Batalha de Ourique (1139) passa a utilizar o título de rei a partir do ano 1140. A independência portuguesa foi reconhecida pelo Tratado de Zamora (1143) e otorgada pelo papa Alexandre III com a bula Manifestis Probatum (1179). |
| Regência conjunta dos infantes Sancho (maio de 1169 – 6 de dezembro de 1185) e Teresa de Portugal (maio de 1169 – agosto de 1183) Incapacitado na sequência do falhado Cerco de Badajoz Afonso encarregou os seus dois filhos sobreviventes do governo do Reino: o rei legou em Teresa as funções administrativas, e em Sancho as militares. |         | |                         |                                                         | | | |
| Sancho I O Povoador |         | 11 de novembro de 1154 Coimbra (Paço Real da Alcáçova) Filho de Afonso I e Mafalda de Saboia                       | 6 de dezembro de 1185   | 26 de março de 1211                                     | Dulce de Aragão-Barcelona 1174 onze filhos                                                                                              | 26 de março de 1211 Coimbra 56 anos Sepultado no Mosteiro de Santa Cruz em Coimbra | Manteve Coimbra como o centro do reino. Terminou com as investidas na Galiza e dedicou-se a guerrear os mouros a Sul. Aproveitou a passagem pelo porto de Lisboa dos cruzados da terceira cruzada, na primavera de 1189, para conquistar Silves, sucedida, mas que durou pouco mais de um ano. Concedeu várias cartas de foral principalmente na Beira e em Trás-os-Montes. |
| Afonso II O Gordo O Gafo |         | 23 de abril de 1185 Coimbra (Paço Real da Alcáçova) Filho de Sancho I e Dulce de Aragão-Barcelona                  | 26 de março de 1211     | 25 de março de 1223                                     | Urraca de Castela 1206 cinco filhos | 25 de março de 1223 Coimbra 38 anos Sepultado no Mosteiro de Alcobaça | Foram criadas as primeiras leis escritas (relacionadas com propriedade privada, direito civil e cunhagem de moeda), e pela primeira vez reunidas cortes com representantes do clero e nobreza, em 1211 em Coimbra. Visando reforçar e centralizar o poder régio, foram realizadas Inquirições em 1220, para determinar a situação jurídica das propriedades e em que se baseavam os privilégios e imunidades dos proprietários. Não contestou fronteiras, nem se dedicou a atividade externa de relevo, já que se viu envolvido, desde o início do reinado, numa guerra com suas irmãs pelo testamento paterno.                                                                            |
| Sancho II O Capelo |         | 8 de setembro de 1209 Coimbra (Paço Real da Alcáçova) Filho de Afonso II e Urraca de Castela                       | 25 de abril de 1223     | 4 de dezembro de 1247                                   | Mécia Lopes de Haro 1246 sem filhos | 4 de janeiro de 1248 Coimbra 38 anos Sepultado, provavelmente, na catedral de Toledo                                                                                                   | Um reinado caracterizado por uma incapacidade administrativa, que levou o reino a um novo conflito interno, e que causou por sua vez a deposição pelo Papa Inocêncio IV no I Concílio de Lyon, em julho de 1245, sob a acusação de rex inutilis, viria a abdicar em 1247, exilando-se em Toledo, e vindo a falecer pouco tempo depois, em inícios de 1248. O seu reinado foi no entanto frutífero a nível militar: foram conquistadas várias praças alentejanas. |
| Regência de Afonso, Conde de Bolonha (4 de dezembro de 1247 – 4 de janeiro de 1248) |         | |                         |                                                         | | | |
| Afonso III O Bolonhês |         | 5 de maio de 1210 Coimbra (Paço Real da Alcáçova) Filho de Afonso II e Urraca de Castela                           | 4 de janeiro de 1248    | 16 de fevereiro de 1279                                 | Matilde II, Condessa de Bolonha 1239 sem filhos Beatriz de Castela I 1253 sete filhos                                                   | 16 de fevereiro de 1279 Alcobaça 68 anos Sepultado no Mosteiro de Alcobaça | Conde de Bolonha até 1253. Não assumiu oficialmente o trono até à morte do irmão em 1248. Terminou a reconquista cristã em Portugal com a célebre Conquista do Algarve (1249), e dedicou-se ao governo do reino: Realizaram-se novas Inquirições Gerais em 1258, como forma de controlo do crescente poderio da Nobreza. Limitou os abusos desta e concedeu inúmeros privilégios à Igreja. Recordado como excelente administrador, Afonso III organizou a administração pública, fundou várias vilas e concedeu o privilégio de cidade através do édito de várias cartas de foral. |
| Dinis O Lavrador O Trovador |         | 9 de outubro de 1261 Lisboa (Paço da Alcáçova / Castelo São Jorge) Filho de Afonso III e Beatriz de Castela (I)    | 16 de fevereiro de 1279 | 7 de janeiro de 1325                                    | Isabel de Aragão A Rainha Santa 11 de fevereiro de 1282 Barcelona (por procuração) 26 de junho de 1282 Trancoso (em pessoa) dois filhos | 7 de janeiro de 1325 Santarém 63 anos Sepultado no Mosteiro de São Dinis em Odivelas                                                                                                   | Em 1297, após a conclusão da Reconquista pelo seu pai, definiu as fronteiras de Portugal no Tratado de Alcanizes, prosseguiu relevantes reformas judiciais, instituiu a língua portuguesa como língua oficial da corte, criou a primeira Universidade portuguesa, libertou as Ordens Militares no território nacional de influências estrangeiras e prosseguiu um sistemático acréscimo do centralismo régio. Ordenou a exploração de minas de cobre, prata, estanho e ferro e organizou a exportação da produção excedente para outros países europeus. Foi ainda grande amante das artes e letras.                                                                                       |
| Afonso IV O Bravo |         | 8 de fevereiro de 1291 Lisboa (Paço da Alcáçova / Castelo São Jorge) Filho de Dinis I e Isabel de Aragão           | 7 de janeiro de 1325    | 28 de maio de 1357                                      | Beatriz de Castela II 12 de setembro de 1309 sete filhos                                                                                | 28 de maio de 1357 Lisboa 66 anos Sepultado na Sé de Lisboa | Em 1347 ocorreu um sismo em Coimbra, e no ano seguinte a peste negra assola o país, vitimando grande parte da população e causando grande desordem. O rei reagiu, promulgando legislação a reprimir a mendicidade e a ociosidade. Foi ainda lembrado como um comandante militar corajoso. Desenvolveu a marinha portuguesa, subsidiando a construção de uma marinha mercante e financiando as primeiras viagens de exploração Atlântica. As Ilhas Canárias foram descobertas no seu reinado. A última parte do reinado foi marcada por intrigas e conflitos políticos devidos à presença de refugiados da guerra civil entre Pedro I de Castela e o seu meio-irmão Henrique da Trastâmara. |
| Pedro I O Justiceiro O Cruel |         | 8 de abril de 1320 Coimbra (Paço Real da Alcáçova) Filho de Afonso IV e Beatriz de Castela (II)                    | 28 de maio de 1357      | 18 de janeiro de 1367                                   | Constança Manuel de Castela 24 de agosto de 1339 Lisboa três filhos Inês de Castro 1346 (secreto) 1354 (oficial) quatro filhos          | 18 de janeiro de 1367 Estremoz 46 anos Sepultado no Mosteiro de Alcobaça | Revelou-se bom administrador, corajoso na defesa do país contra a influência papal (foi ele que promulgou o famoso Beneplácito Régio, que impedia a livre circulação de documentos eclesiásticos no país sem a sua autorização expressa), e foi justo na defesa das camadas menos favorecidas da população. |
| Fernando I O Formoso O Inconstante |         | 31 de outubro de 1345 Coimbra (Paço Real da Alcáçova) Filho de Pedro I e Constança Manuel de Castela               | 18 de janeiro de 1367   | 22 de outubro de 1383                                   | Leonor Teles de Meneses A Aleivosa 15 de maio de 1372 Porto três filhos                                                                 | 22 de outubro de 1383 Lisboa 37 anos Sepultado no Convento de São Francisco em Santarém (restos mortais profanados e perdidos. Túmulo transportado para o Convento do Carmo em Lisboa) | Entrou em conflito com Castela na guerra de sucessão castelhana na sequência da morte de Pedro I de Castela (1369). Sem grandes resultados, e após fazer a paz, dedicou-se à administração do reino, mandou reparar e construir vários castelos e muralhas. Com vista ao desenvolvimento da agricultura promulgou a Lei das Sesmarias, que impedia o pousio nas terras susceptíveis de aproveitamento e procurava-se aumentar o número de braços dedicados à agricultura. Alargaram-se, também, as relações mercantis com o estrangeiro, e apoiou o desenvolvimento da marinha. Sem descendentes masculinos, o reino entrou numa nova fase de conflito político.                           |
| Regência de Leonor Teles de Meneses (22 de outubro de 1383 – 1384) |         | |                         |                                                         | | | |
| Beatriz |         | 7 ou 13 de fevereiro de 1373 Coimbra (Paço Real da Alcáçova) Filha de Fernando I e Leonor Teles de Meneses         | 22 de outubro de 1383   | 14 de dezembro de 1385                                  | João I, Rei de Castela 17 de maio de 1383 Badajoz sem filhos                                                                            | 1420 Toro 46 ou 47 anos Sepultada no Mosteiro de Sancti Spiritus el Real em Toro | Reconhecida como herdeira do seu pai desde as Cortes de Leiria de 1376. Ainda menor aquando da morte do pai, vários historiadores defendem que Beatriz terá reinado efetivamente como Rainha de Portugal, embora na sombra da sua mãe, que exerceu a regência até 1384. Uma das provas mais contundentes do seu curto, mas efetivo reinado é o facto de possuir moeda cunhada. Afastada de Portugal, o seu reinado terminou efetivamente aquando da aclamação do Mestre de Avis como novo Rei, em 1385. Viúva ainda jovem, dedicou o resto da vida a ajudar os portugueses que lutaram pelos seus direitos dinásticos e que se haviam refugiado em Castela.                                |

### Interregno(1383–1385)
Durante o reinado de Beatriz, que a historiografia portuguesa não reconhece como seguro e efetivo, deu-se a designada crise sucessória, um período em que o trono teria permanecido vago até à ascensão ao trono do meio-irmão bastardo de Fernando I de Portugal, o Mestre de Avis João de Portugal. O período compreende as Regências (governo) de Leonor Teles e do próprio Mestre de Avis.
| # | Nome                    |  | Início da regência     | Fim da regência        | Notas                                                          |
| - | ----------------------- |  | ---------------------- | ---------------------- | -------------------------------------------------------------- |
| — | D. Leonor Teles         |  | 22 de outubro de 1383  | 16 de dezembro de 1383 | Exerce a regência nos termos do tratado de Salvaterra de Magos |
| — | D. João, Mestre de Avis |  | 16 de dezembro de 1383 | 6 de abril de 1385     |                                                                |

### Dinastia de Avis
| Nome | Retrato | Nascimento | Início Reinado                               | Fim Reinado                                  | Casamento (s) | Morte                                                                                     | Notas |
| --- | ------- | --- | -------------------------------------------- | -------------------------------------------- | --- | ----------------------------------------------------------------------------------------- | --- |
| João I O de Boa Memória |         | 11 de abril de 1357 Lisboa (Paço da Alcáçova / Castelo São Jorge) Filho natural (ilegítimo) de Pedro I e Teresa Lourenço | 6 de abril de 1385                           | 14 de agosto de 1433                         | Filipa de Lencastre 14 de fevereiro de 1387 Porto nove filhos | 14 de agosto de 1433 Lisboa 76 anos Sepultado no Mosteiro da Batalha                      | Venceu a Batalha de Aljubarrota (1385) e aliou-se à Inglaterra no Tratado de Windsor (1386). Iniciou a construção do Mosteiro da Batalha, comandou uma expedição a Ceuta e escreveu o Livro da Montaria. |
| Duarte I O Eloquente |         | 31 de outubro de 1391 Viseu Filho de João I e Filipa de Lencastre                                                        | 14 de agosto de 1433                         | 9 de setembro de 1438                        | Leonor de Aragão 22 de setembro de 1428 Coimbra nove filhos | 9 de setembro de 1438 Tomar 46 anos Sepultado no Mosteiro da Batalha                      | Participou na conquista de Ceuta (1415). Foi administrador meticuloso e governante de gabinete. O reinado breve foi ensombrado pelo desastre de Tânger, em 1437. Apesar disso, foi um rei culto e filósofo, escrevendo obras como Leal Conselheiro ou Arte de Bem Cavalgar toda a Sela. |
| Regências de Leonor de Aragão (9 de setembro de 1438 – dezembro de 1439) e Pedro, Duque de Coimbra (9 de setembro de 1438 – 20 de maio de 1449) Exerceram esta função em conjunto, até 1439, quando uma reunião de Cortes, em Lisboa, depôs Leonor, e manteve Pedro, tio do monarca, na regência. Afonso revoltar-se-ia contra o tio na célebre Batalha de Alfarrobeira, em 1449, onde o derrotou e se proclamou oficialmente maior de idade. |         | |                                              |                                              | |                                                                                           | |
| Afonso V O Africano |         | 15 de janeiro de 1432 Sintra (Palácio Real da Vila) Filho de Duarte I e Leonor de Aragão                                 | 9 de setembro de 1438 15 de novembro de 1477 | 11 de novembro de 1477 28 de agosto de 1481  | Isabel de Coimbra 6 de maio de 1447 Óbidos três filhos Joana de Castela A Excelente Senhora 25 de maio de 1475 Plasencia sem filhos                                                                                   | 28 de agosto de 1481 Lisboa 49 anos Sepultado no Mosteiro da Batalha                      | Vítima de uma conspiração cortesã, enfrenta o próprio regente na Batalha de Alfarrobeira (1449), onde o regente acaba por morrer. O seu cognome advém do interesse que sempre dedicou à exploração da costa africana. Conquista as praças de Alcácer Ceguer (1458), Arzila e Tânger (1471). Interveio na sucessão de Castela, para tentar uni-la, mas não logrou consegui-lo. Resignou da coroa para pedir ajuda a França, mas quando regressa, o filho, a quem entregara o poder real, devolve-lho (1477). |
| João II O Príncipe Perfeito |         | 3 de março de 1455 Lisboa (Paço da Alcáçova / Castelo São Jorge) Filho de Afonso V e Isabel de Coimbra                   | 11 de novembro de 1477 28 de agosto de 1481  | 15 de novembro de 1477 25 de outubro de 1495 | Leonor de Viseu 22 de janeiro de 1470 Setúbal dois filhos | 25 de outubro de 1495 Alvor 40 anos Sepultado no Mosteiro da Batalha                      | Aclamado rei nas Cortes de Santarém de 1477; abdica ao regressar ao Reino o seu pai, quatro dias mais tarde. Reassume o poder após a morte deste em 1481. Reformou a centralização do poder régio e assinou o Tratado de Tordesilhas com Espanha (1494). Incentivou as letras, as artes e os estudos náuticos e reorganizou a assistência hospitalar. Não deixou descendência. |
| Manuel I O Venturoso |         | 31 de maio de 1469 Alcochete Filho de Fernando de Portugal, Duque de Viseu e Beatriz de Portugal                         | 25 de outubro de 1495                        | 13 de dezembro de 1521                       | Isabel de Aragão e Castela 30 de setembro de 1497 Valência de Alcântara um filho Maria de Aragão e Castela 30 de outubro de 1500 Alcácer do Sal dez filhos Leonor de Áustria 16 de julho de 1518 Saragoça dois filhos | 13 de dezembro de 1521 Lisboa 52 anos Sepultado no Mosteiro dos Jerónimos em Lisboa       | Neto de Duarte I e cunhado de João II. Dá-se o apogeu do Império Português com a descoberta do caminho marítimo para a Índia (1498),e do Brasil (1500), a conquista de Goa e Malaca (1510 e 1511), a tomada de Azamor (1513) e a embaixada ao Papa Leão X (1514). Publicou as Ordenações Manuelinas, e reformou os forais. |
| João III O Piedoso |         | 7 de junho de 1502 Lisboa (Paço da Ribeira) Filho de Manuel I e Maria de Aragão e Castela                                | 13 de dezembro de 1521                       | 11 de junho de 1557                          | Catarina de Áustria 10 de fevereiro de 1525 Tordesilhas nove filhos | 11 de junho de 1557 Lisboa 55 anos Sepultado no Mosteiro dos Jerónimos em Lisboa          | Presidiu ao apogeu da expansão marítima e ao declínio do Império. Estabeleceu contactos com a China e o Japão, intensificando ao mesmo tempo o comércio com a Índia e o Brasil. Introduziu a Companhia de Jesus, que evangelizou as colónias, e instituiu a Inquisição, assegurando a unidade da fé católica. |
| Regências de Catarina de Áustria (11 de junho de 1557 – 23 de dezembro de 1562) e Cardeal Henrique de Portugal (23 de dezembro de 1562 – 20 de janeiro de 1568) Regente em nome do neto menor, Catarina teve desavenças com ele, que a levaram a abdicar da regência em 1562, sendo substituída no cargo pelo Cardeal Henrique. |         | |                                              |                                              | |                                                                                           | |
| Sebastião O Desejado |         | 20 de janeiro de 1554 Lisboa (Paço da Ribeira) Filho de João Manuel, Príncipe de Portugal e Joana de Áustria             | 11 de junho de 1557                          | 4 de agosto de 1578                          | Não casou | 4 de agosto de 1578 Alcácer-Quibir 24 anos Sepultado no Mosteiro dos Jerónimos em Lisboa. | Neto de João III. Sem sucessão assegurada, empreendeu uma expedição ao Norte de África, que culminou na Batalha de Alcácer-Quibir (1578). |
| Henrique O Casto |         | 31 de janeiro de 1512 Lisboa (Paço da Ribeira) Filho de Manuel I e Maria de Aragão e Castela                             | 4 de agosto de 1578                          | 31 de janeiro de 1580                        | Não casou | 31 de janeiro de 1580 Almeirim 68 anos Sepultado no Mosteiro dos Jerónimos em Lisboa      | Irmão de João III. Começa por exercer a função de regente de Sebastião, mas face à morte inesperada do sobrinho-neto, ocupou o trono. Tentou preparar a sucessão, mas a sua avançada idade não lhe concedeu tempo suficiente para refrear as aspirações de Filipe II de Espanha ao trono português. |
| Conselho de Governadores do Reino de Portugal 31 de janeiro — 17 de julho de 1580 D. António, Prior do Crato foi aclamado rei de Portugal a 9 de Junho de 1580, em Santarém, pelos seus partidários, opondo-se durante todo o resto da sua vida ao domínio filipino, todavia sem êxito. |         | |                                              |                                              | |                                                                                           | |

### Dinastia de Habsburgo(ou Filipina)
Os soberanos desta dinastia foram também reis de Espanha, Países Baixos, Nápoles, Sicília,Valência, Granada , duques da Borgonha, etc., títulos genericamente reunidos sob a designação de Reis de Espanha.
| Nome                  | Retrato | Nascimento                                                                      | Início Reinado         | Fim Reinado            | Casamento (s) | Morte                                                                     | Notas |
| --------------------- | ------- | ------------------------------------------------------------------------------- | ---------------------- | ---------------------- | --- | ------------------------------------------------------------------------- | ----- |
| Filipe I O Prudente   |         | 21 de maio de 1527 Valladolid Filho de Carlos I de Espanha e Isabel de Portugal | 16 de abril de 1581    | 13 de setembro de 1598 | Maria Manuela de Portugal 15 de novembro de 1543 Salamanca um filho Maria I, Rainha de Inglaterra 25 de julho de 1554 Catedral de Winchester sem filhos Isabel de França 22 de junho de 1559 Catedral de Notre-Dame de Paris(por procuração) quatro filhos Ana de Áustria 4 de maio de 1570 Castelo de Praga (por procuração) seis filhos | 13 de setembro de 1598 Escorial 71 anos Sepultado no Mosteiro do Escorial |       |
| Filipe II O Pio       |         | 14 de abril de 1578 Madrid Filho de Filipe I e Ana de Áustria                   | 13 de setembro de 1598 | 31 de março de 1621    | Margarida da Áustria 18 de abril de 1599 Catedral de Valência oito filhos | 31 de março de 1621 Madrid 42 anos Sepultado no Mosteiro do Escorial      |       |
| Filipe III O Opressor |         | 8 de abril de 1605 Valladolid Filho de Filipe II e Margarida da Áustria         | 31 de março de 1621    | 1 de dezembro de 1640  | Isabel de França 25 de novembro de 1615 Catedral de Burgos oito filhos Mariana de Áustria 7 de outubro de 1649 Navalcarnero cinco filhos | 17 de setembro de 1665 Madrid 60 anos Sepultado no Mosteiro do Escorial   |       |

Durante este período de sessenta anos, os reis fizeram-se representar em Portugal por um vice-rei ou um corpo de governadores — veja a lista de vice-reis de Portugal.
À revolta de 1 de Dezembro de 1640 seguiu-se a Guerra da Aclamação, depois chamada, pela historiografia romântica do século XIX, como Guerra da Restauração.

### Dinastia de Bragança
| Nome | Retrato            | Nascimento | Início Reinado          | Fim Reinado             | Casamento (s) | Morte | Notas |
| --- | ------------------ | --- | ----------------------- | ----------------------- | --- | --- | --- |
| João IV O Restaurador |                    | 19 de março de 1604 Paço Ducal de Vila Viçosa, Vila Viçosa Filho de Teodósio II, Duque de Bragança e Ana de Velasco e Girón | 15 de dezembro de 1640  | 6 de novembro de 1656   | Luísa de Gusmão 12 de dezembro de 1633 Elvas sete filhos | 6 de novembro de 1656 Palácio da Ribeira, Lisboa 52 anos Sepultado na Igreja de São Vicente de Fora em Lisboa | Descendente de Manuel I de Portugal, foi proclamado a 1 de dezembro, mas só tomou oficialmente o trono a 15 de dezembro. |
| Regência de Luísa de Gusmão (6 de novembro de 1656 – 26 de junho de 1662) |                    | |                         |                         | | | |
| Afonso VI O Vitorioso |                    | 21 de agosto de 1643 Palácio da Ribeira, Lisboa Filho de João IV e Luísa de Gusmão                                          | 6 de novembro de 1656   | 12 de setembro de 1683  | Maria Francisca de Saboia-Nemours 27 de junho de 1666 La Rochelle (por procuração, anulado a 24 de março de 1668) sem filhos                                                                                         | 12 de setembro de 1683 Palácio Nacional de Sintra, Sintra 40 anos Sepultado na Igreja de São Vicente de Fora em Lisboa | Revelou-se incapaz de governar, sendo dominado por regentes (Luísa de Gusmão e o Infante D. Pedro). Ironicamente cognominado "Vitorioso", pois foi no seu reinado que Portugal termina com a Guerra da Restauração, com a assinatura do Tratado de Lisboa, a 13 de fevereiro de 1668.                                                                                              |
| Regência do Infante Pedro de Portugal (23 de novembro de 1667 – 12 de setembro de 1683) |                    | |                         |                         | | | |
| Pedro II O Pacífico |                    | 26 de abril de 1648 Palácio da Ribeira, Lisboa Filho de João IV e Luísa de Gusmão                                           | 12 de setembro de 1683  | 9 de dezembro de 1706   | Maria Francisca de Saboia-Nemours 2 de abril de 1668 Lisboa um filho Maria Sofia do Palatinado-Neuburgo 2 de julho de 1687 Heidelberg (por procuração) sete filhos                                                   | 9 de dezembro de 1706 Palácio de Palhavã, Lisboa 58 anos Sepultado na Igreja de São Vicente de Fora em Lisboa | Envolveu-se na Guerra de Sucessão Espanhola, e promoveu a exploração do Brasil. |
| João V O Magnânimo (João Francisco António José Bento Bernardo) |                    | 22 de outubro de 1689 Palácio da Ribeira, Lisboa Filho de Pedro II e Maria Sofia do Palatinado-Neuburgo                     | 9 de dezembro de 1706   | 31 de julho de 1750     | Maria Ana de Áustria 9 de julho de 1708 Viena (por procuração) seis filhos | 31 de julho de 1750 Palácio da Ribeira, Lisboa 63 anos Sepultado na Igreja de São Vicente de Fora em Lisboa | Acudiu o Papa na guerra contra os Turcos e enriqueceu o País com a descoberta de ouro e diamantes no Brasil. Fundou o Convento de Mafra. Também foi responsável pela criação da Academia Real de Historia. |
| Regência de Maria Ana de Áustria (1742 – 31 de julho de 1750) |                    | |                         |                         | | | |
| José I O Reformador (José Francisco António Inácio Norberto Agostinho) |                    | 6 de junho de 1714 Palácio da Ribeira, Lisboa Filho de João V e Maria Ana de Áustria                                        | 31 de julho de 1750     | 24 de fevereiro de 1777 | Mariana Vitória de Espanha 19 de janeiro de 1729 Elvas quatro filhos | 24 de fevereiro de 1777 Palácio Nacional de Sintra, Sintra 62 anos Sepultado na Igreja de São Vicente de Fora em Lisboa | Reforçou o poder estatal. O Terramoto de 1755 fez sobressair Sebastião José de Carvalho e Melo (Marquês de Pombal), que concentrou em si todos os poderes do Estado e trouxe para Portugal os ideais iluministas. |
| Regência de Mariana Vitória de Espanha (29 de novembro de 1776 – 24 de fevereiro de 1777) |                    | |                         |                         | | | |
| Maria I A Louca A Piedosa (Maria Francisca Isabel Josefa Antónia Gertrudes Rita Joana) |                    | 17 de dezembro de 1734 Palácio da Ribeira, Lisboa Filha de José I e Mariana Vitória de Espanha                              | 24 de fevereiro de 1777 | 20 de março de 1816     | 6 de junho de 1760 Lisboa sete filhos | 20 de março de 1816 Rio de Janeiro 81 anos Sepultada na Basílica da Estrela em Lisboa | Culta e devota, a administração da justiça foi a sua prioridade. Registou-se um bom crescimento económico. A morte do marido e do filho, e a Revolução Francesa abalaram-na muito, apresentando sinais de demência desde 1791. |
| Pedro III O Edificador (Pedro Clemente Francisco José António) |                    | 5 de julho de 1717 Palácio da Ribeira, Lisboa Filho de João V e Maria Ana de Áustria                                        | 24 de fevereiro de 1777 | 25 de maio de 1786      | 6 de junho de 1760 Lisboa sete filhos | 25 de maio de 1786 Palácio Nacional de Queluz, Queluz 68 anos Sepultado na Igreja de São Vicente de Fora em Lisboa | Primeiro rei-consorte de Portugal. Apoiou a construção do Palácio de Queluz, onde faleceu. |
| Regência do Infante João de Portugal (15 de julho de 1799 – 20 de março de 1816) |                    | |                         |                         | | | |
| João VI O Clemente (João Maria José Francisco Xavier de Paula Luís António Domingos Rafael) |                    | 13 de maio de 1767 Paço de Madeira ou Real Barraca, Lisboa Filho de Pedro III e Maria I                                     | 20 de março de 1816     | 10 de março de 1826     | Carlota Joaquina de Espanha 9 de junho de 1785 Vila Viçosa nove filhos | 10 de março de 1826 Palácio da Bemposta, Lisboa 58 anos Sepultado na Igreja de São Vicente de Fora em Lisboa | Oficialmente regente em nome da mãe, por demência desta, a partir de 1799. Auxiliou Espanha na Campanha do Rossilhão, mas foi-lhe tirada Olivença. Não aderiu ao bloqueio continental napoleónico, na qualidade de aliado do Reino Unido, o que custou a invasão do reino e mudança da corte para o Brasil. Regressou com a Revolução liberal do Porto, onde jurou a constituição. |
| Pedro IV O Rei-Soldado O Libertador (Pedro de Alcântara Francisco António João Carlos Xavier de Paula Miguel Rafael Joaquim José Gonzaga Pascoal Cipriano Serafim) |                    | 12 de outubro de 1798 Palácio Nacional de Queluz, Queluz Filho de João VI e Carlota Joaquina de Espanha                     | 10 de março de 1826     | 2 de maio de 1826       | Maria Leopoldina de Áustria 13 de maio de 1817 Viena (por procuração) sete filhos Amélia de Leuchtenberg 2 de agosto de 1829 Munique (por procuração) um filho                                                       | 24 de setembro de 1834 Palácio Nacional de Queluz, Queluz 35 anos Sepultado na cripta do Monumento à Independência do Brasil em São Paulo (sepultado inicialmente na Igreja de São Vicente de Fora). O seu coração encontra-se na Igreja da Lapa (Porto). | Também Imperador do Brasil, como D. Pedro I, herdou Portugal, mas para evitar unir as duas coroas, abdicou na filha, Maria II, que é colocada sob regência da irmã dele, Isabel Maria. |
| Regência dos Infantes Isabel Maria (6 de março de 1826 – 11 de julho de 1828) e Miguel de Portugal (2 de maio de 1826 – 11 de julho de 1828) Regentes em Portugal em nome da rainha Maria II. Isabel Maria e Maria II acabaram depostas por Miguel, que assumiu o título régio, usurpando assim o trono à sobrinha. |                    | |                         |                         | | | |
| Miguel O Rei-Absoluto (Miguel Maria do Patrocínio João Carlos Francisco de Assis Xavier de Paula Pedro de Alcântara António Rafael Gabriel Joaquim José Gonzaga Evaristo) |                    | 26 de outubro de 1802 Palácio Nacional de Queluz, Queluz Filho de João VI e Carlota Joaquina de Espanha                     | 11 de julho de 1828     | 26 de maio de 1834      | Adelaide de Löwenstein-Wertheim-Rosenberg 24 de setembro de 1851 Kleinheubach sete filhos | 14 de novembro de 1866 Wertheim 64 anos Sepultado na Igreja de São Vicente de Fora em Lisboa | Ocupa o trono em 1828, o que gerou uma guerra civil contra o irmão (1832–1834), que regressou a Portugal para defender os direitos da filha. Saiu derrotado e os liberais expulsaram-no do trono e de Portugal. |
| Maria II A Educadora (Maria da Glória Joana Carlota Leopoldina da Cruz Francisca Xavier de Paula Isidora Micaela Gabriela Rafaela Gonzaga) |                    | 4 de abril de 1819 Paço de São Cristóvão, Rio de Janeiro Filha de Pedro IV e Maria Leopoldina de Áustria                    | 6 de março de 1826      | 11 de julho de 1828     | Augusto de Beauharnais 1 de dezembro de 1834 (por procuração) 26 de janeiro de 1835 Lisboa sem filhos Fernando (II) de Saxe-Coburgo-Gota 1 de janeiro de 1836 (por procuração) 9 de abril de 1836 Lisboa onze filhos | 15 de novembro de 1853 Palácio das Necessidades, Lisboa 34 anos Sepultada na Igreja de São Vicente de Fora em Lisboa | Exerceu firmemente a chefia do reino. No seu conturba do governo, mostrou coragem e dignidade na defesa da coroa e da legalidade constitucional. Faleceu no seu 11º parto. |
| Maria II A Educadora (Maria da Glória Joana Carlota Leopoldina da Cruz Francisca Xavier de Paula Isidora Micaela Gabriela Rafaela Gonzaga) | 26 de maio de 1834 | 4 de abril de 1819 Paço de São Cristóvão, Rio de Janeiro Filha de Pedro IV e Maria Leopoldina de Áustria                    | 15 de novembro de 1853  |                         | Augusto de Beauharnais 1 de dezembro de 1834 (por procuração) 26 de janeiro de 1835 Lisboa sem filhos Fernando (II) de Saxe-Coburgo-Gota 1 de janeiro de 1836 (por procuração) 9 de abril de 1836 Lisboa onze filhos | 15 de novembro de 1853 Palácio das Necessidades, Lisboa 34 anos Sepultada na Igreja de São Vicente de Fora em Lisboa | Exerceu firmemente a chefia do reino. No seu conturba do governo, mostrou coragem e dignidade na defesa da coroa e da legalidade constitucional. Faleceu no seu 11º parto. |
| Fernando II O Rei-Artista (Ferdinand August Franz Anton) |                    | 29 de outubro de 1816 Viena Filho de Fernando de Saxe-Coburgo-Gota e Maria Antónia de Koháry                                | 15 de novembro de 1853  | 16 de setembro de 1837  | Maria II 1 de janeiro de 1836 (por procuração) 9 de abril de 1836 Lisboa onze filhos | 15 de dezembro de 1885 Lisboa 69 anos Sepultado na Igreja de São Vicente de Fora em Lisboa | Oriundo da Casa de Saxe-Coburgo-Gota. Segundo rei-consorte de Portugal. Dedicou-se às artes. É da sua responsabilidade a construção do Palácio da Pena, em Sintra. A partir de 1853 rege em nome do filho menor. |
| Regência do Rei Consorte Fernando II (15 de novembro de 1853 – 16 de setembro de 1855) |                    | |                         |                         | | | |
| Pedro V O Esperançoso (Pedro de Alcântara Maria Fernando Miguel Rafael Gonzaga Xavier João António Leopoldo Víctor Francisco de Assis Júlio Amélio) |                    | 16 de setembro de 1837 Palácio das Necessidades, Lisboa Filho de Fernando II e Maria II                                     | 15 de novembro de 1853  | 11 de novembro de 1861  | Estefânia de Hohenzollern-Sigmaringen 29 de abril de 1858 Berlim (por procuração) 18 de maio de 1858 Lisboa sem filhos                                                                                               | 11 de novembro de 1861 Palácio das Necessidades, Lisboa 24 anos Sepultado na Igreja de São Vicente de Fora em Lisboa | Assistiu as vítimas de cólera, aboliu os castigos corporais e inaugurou notáveis avanços tecnológicos. Não deixou descendência. |
| Luís O Popular (Luís Filipe Maria Fernando Pedro de Alcântara António Miguel Rafael Gabriel Gonzaga Xavier Francisco de Assis João Augusto Júlio Valfando) |                    | 31 de outubro de 1838 Palácio das Necessidades, Lisboa Filho de Fernando II e Maria II                                      | 11 de novembro de 1861  | 19 de outubro de 1889   | Maria Pia de Saboia 27 de setembro de 1862 Turim (por procuração) 6 de outubro de 1862 Lisboa dois filhos | 19 de outubro de 1889 Palácio da Cidadela, Cascais 50 anos Sepultado na Igreja de São Vicente de Fora em Lisboa | Conciliador, poliglota e ainda com grande sensibilidade artística, foi modelo de monarca constitucional. |
| Carlos O Diplomata O Martirizado (Carlos Fernando Luís Maria Victor Miguel Rafael Gabriel Gonzaga Xavier Francisco de Assis José Simão) |                    | 28 de setembro de 1863 Palácio Nacional da Ajuda, Lisboa Filho de Luís e Maria Pia de Saboia                                | 19 de outubro de 1889   | 1 de fevereiro de 1908  | Amélia de Orleães 22 de maio de 1886 Lisboa três filhos | 1 de fevereiro de 1908 Praça do Comércio, Lisboa 44 anos Sepultado na Igreja de São Vicente de Fora em Lisboa | Portugal obteve novo prestígio na Europa. Carlos favoreceu o governo autoritário de João Franco (1907–1908) para combater a crescente corrente republicana. Foi alvo de um atentado mortal, em 1908. |
| Manuel II O Patriota O Rei-Saudade (Manuel Maria Filipe Carlos Amélio Luís Miguel Rafael Gabriel Gonzaga Xavier Francisco de Assis Eugénio) |                    | 15 de novembro de 1889 Palácio Nacional de Belém, Lisboa Filho de Carlos e Amélia de Orleães                                | 1 de fevereiro de 1908  | 5 de outubro de 1910    | Augusta Vitória de Hohenzollern-Sigmaringen 4 de setembro de 1913 Sigmaringen sem filhos | 2 de julho de 1932 Londres 42 anos Sepultado na Igreja de São Vicente de Fora em Lisboa | Não conseguiu conter a agitação social, as fações em luta e o descrédito das instituições, que causaram a queda da monarquia e a Implantação da República Portuguesa. |

D. Luís Filipe de Bragança, legítimo sucessor de Dom Carlos I, aquando do regicídio sobreviveu a seu pai por vinte minutos, o que pela lei da ascensão automática ao trono prevista na Constituição, Luís Filipe teria sido um dos monarcas com um dos reinados mais curtos da história, que durou apenas vinte minutos.
(*) Todos estes reis foram também soberanos do reino do Algarve, a partir de D. Afonso III; antes dele, D. Sancho I usou esse título (ou o alternativo rei de Silves) entre 1189 e 1191.

## Titulatura régia
Ao longo da história, o título oficial dos Reis de Portugal foi sendo alterado. Os Reis de Portugal tiveram os seguintes títulos:
| Período   | Título | Usado por | Motivo |
| --------- | --- | --- | --- |
| 1140–1189 | Pela Graça de Deus, Rei dos Portugueses (Dei Gratiae, Rex Portugalensium) | D. Afonso Henriques, D. Sancho I                                                                             | Afonso Henriques proclamado rei. |
| 1189–1191 | Pela Graça de Deus, Rei de Portugal e de Silves (Dei Gratiae, Rex Portugaliae & Silbis) Pela Graça de Deus, Rei de Portugal, de Silves e do Algarve (Dei Gratiae, Rex Portugaliae, Silbis & Algarbii; esta intitulação surge em dois documentos nos quais D. Sancho restaura a diocese de Silves em favor de D. Nicolau) | D. Sancho I                                                                                                  | Tomada de Silves (1189). |
| 1191–1211 | Pela Graça de Deus, Rei dos Portugueses (Dei Gratiae, Rex Portugalensium) | D. Sancho I                                                                                                  | Perda de Silves, retomada pelos Almóadas (1191). |
| 1211–1248 | Pela Graça de Deus, Rei de Portugal (Dei Gratiae, Rex Portugaliae) | D. Afonso II, D. Sancho II                                                                                   | |
| 1248–1259 | Pela Graça de Deus, Rei de Portugal e Conde de Bolonha (Dei Gratiae, Rex Portugaliae & Comes Boloniae) | D. Afonso III                                                                                                | Afonso, casado com Matilde II, condessa de Bolonha, ascende ao trono por morte do irmão sem herdeiros. |
| 1259–1267 | Pela Graça de Deus, Rei de Portugal (Dei Gratiae, Rex Portugaliae) | D. Afonso III                                                                                                | Pela morte de D. Matilde, Afonso III abandona o título de Conde de Bolonha (1259). |
| 1267–1369 | Pela Graça de Deus, Rei de Portugal e do Algarve (Dei Gratiae, Rex Portugaliae & Algarbii) | D. Afonso III, D. Dinis, D. Afonso IV, D. Pedro I, D. Fernando I                                             | D. Afonso III recebe o senhorio do Algarve pelo Tratado de Badajoz (1267). |
| 1369–1371 | Pela Graça de Deus, Rei de Castela, de Leão, de Portugal, de Toledo, da Galiza, de Sevilha, de Córdova, de Múrcia, de Jáen, do Algarve, de Algeciras e Senhor de Molina | D. Fernando I                                                                                                | Pretensão de D. Fernando à Coroa de Castela. |
| 1371–1383 | Pela Graça de Deus, Rei de Portugal e do Algarve | D. Fernando I                                                                                                | Renúncia aos títulos castelhanos após a Paz de Alcoutim (1371). |
| 1383–1385 | Inexistência de título | vacatura do trono                                                                                            | Guerra civil e contra Castela. |
| 1385–1415 | Pela Graça de Deus, Rei de Portugal e do Algarve | D. João I | |
| 1415–1458 | Pela Graça de Deus, Rei de Portugal e do Algarve, e Senhor de Ceuta | D. João I, D. Duarte, D. Afonso V                                                                            | Conquista de Ceuta (1415). |
| 1458–1471 | Pela Graça de Deus, Rei de Portugal e do Algarve, e Senhor de Ceuta e de Alcácer em África | D. Afonso V                                                                                                  | Conquista de Alcácer Ceguer (1458). |
| 1471–1475 | Pela Graça de Deus, Rei de Portugal e dos Algarves, d'Aquém e d'Além-Mar em África | D. Afonso V                                                                                                  | Conquista de Arzila e Tânger (1471) e elevação do senhorio do Norte de África à condição de Reino d'Além-Mar. |
| 1475–1479 | Pela Graça de Deus, Rei de Castela, de Leão, de Portugal, de Toledo, de Galiza, de Sevilha, de Córdova, de Jáen, de Múrcia, dos Algarves d'Aquém e d'Além Mar em África, de Gibraltar, de Algeciras, e Senhor da Biscaia e de Molina | D. Afonso V                                                                                                  | Pretensão de D. Afonso V à Coroa de Castela, pelo seu casamento com Joana, a Beltraneja. |
| 1479–1485 | Pela Graça de Deus, Rei de Portugal e dos Algarves, d'Aquém e d'Além-Mar em África | D. Afonso V, D. João II                                                                                      | Renúncia aos títulos castelhanos após a Paz das Alcáçovas-Toledo. |
| 1485–1499 | Pela Graça de Deus, Rei de Portugal e dos Algarves, d'Aquém e d'Além-Mar em África, e Senhor da Guiné | D. João II, D. Manuel I                                                                                      | Criação do senhorio da Guiné abrangendo as possessões portuguesas que se estendiam pelo Golfo da Guiné. |
| 1499–1580 | Pela Graça de Deus, Rei de Portugal e dos Algarves, d'Aquém e d'Além-Mar em África, Senhor da Guiné e da Conquista, Navegação e Comércio da Etiópia, Arábia, Pérsia e Índia, etc. | D. Manuel I, D. João III, D. Sebastião, D. Henrique, D. António                                              | Após o regresso de Vasco da Gama da Índia, em 1499, o título régio é reformulado e atinge a sua plenitude. |
| 1580–1640 | Pela Graça de Deus, Rei de Castela, de Leão, de Aragão, das Duas Sicílias, de Jerusalém, de Portugal, de Navarra, de Granada, de Toledo, de Valência, da Galiza, de Maiorca, de Sevilha, da Sardenha, de Córdova, da Córsega, de Múrcia, de Jáen, dos Algarves, de Algeciras, de Gibraltar, das Ilhas de Canária, das Índias Orientais e Ocidentais, Ilhas e Terra Firme do Mar-Oceano, Conde de Barcelona, Senhor da Biscaia e de Molina, Duque de Atenas e de Neopátria, Conde de Rossilhão e da Cerdanha, Marquês de Oristano e de Gociano, Arquiduque de Áustria, Duque da Borgonha, do Brabante e de Milão, Conde de Habsburgo, da Flandres e do Tirol, etc. | D. Filipe I, D. Filipe II, D. Filipe III                                                                     | Com o domínio filipino, juntam-se os demais títulos dos Áustrias à titulatura portuguesa. |
| 1640–1815 | Pela Graça de Deus, Rei (ou Rainha) de Portugal e dos Algarves, d'Aquém e d'Além-Mar em África, Senhor(a) da Guiné e da Conquista, Navegação e Comércio da Etiópia, Arábia, Pérsia e Índia, etc. | D. João IV, D. Afonso VI, D. Pedro II, D. João V, D. José I, D. Maria I (com D. Pedro III)                   | Com a Restauração da Independência (1640), regressa-se ao velho estilo adoptado por D. Manuel I. |
| 1815–1825 | Pela Graça de Deus, Rei (ou Rainha) do Reino Unido de Portugal, Brasil e dos Algarves, d'Aquém e d'Além-Mar em África, Senhor(a) da Guiné e da Conquista, Navegação e Comércio da Etiópia, Arábia, Pérsia e Índia, etc. | D. Maria I, D. João VI                                                                                       | O Brasil é elevado a Reino dentro do Império Português (1815). |
| 1825–1826 | Pela Graça de Deus, Imperador do Brasil, Rei de Portugal e dos Algarves, d'Aquém e d'Além-Mar em África, Senhor da Guiné e da Conquista, Navegação e Comércio da Etiópia, Arábia, Pérsia e Índia, etc. | D. João VI                                                                                                   | Ao reconhecer a independência do Império do Brasil pelo Tratado do Rio de Janeiro, D. João VI passa a usar por carta de lei de 15 de novembro de 1825, o título de imperador do Brasil, que lhe fora deferido por seu filho D. Pedro I. |
| 1826      | Por Graça de Deus e Unânime Aclamação dos Povos, Imperador Constitucional e Defensor Perpétuo do Brasil, Rei de Portugal e dos Algarves, d'Aquém e d'Além-Mar em África, Senhor da Guiné e da Conquista, Navegação e Comércio da Etiópia, Arábia, Pérsia e Índia, etc. | D. Pedro IV                                                                                                  | Durante o seu breve reinado de oito dias, embora mantendo a destrinça entre os dois Estados, o título reflectiu a união das duas coroas sobre a cabeça do mesmo dinasta.                                                                |
| 1826–1910 | Pela Graça de Deus, Rei (ou Rainha) de Portugal e dos Algarves, d'Aquém e d'Além-Mar em África, Senhor(a) da Guiné e da Conquista, Navegação e Comércio da Etiópia, Arábia, Pérsia e Índia, etc. | D. Maria II, D. Miguel I, D. Maria II (com D. Fernando II), D. Pedro V, D. Luís I, D. Carlos I, D. Manuel II | Após a abdicação de D. Pedro em favor da filha, retorna-se definitivamente à fórmula anteem vigor desde 1640, que vigorará agora até ao fim da Monarquia.                                                                               |

Quanto ao estilo usado, nas formas de adereço ao monarca, também este evoluiu, da seguinte maneira:
| Período   | Estilo                                           | Usado por | Motivo |
| --------- | ------------------------------------------------ | --- | --- |
| 1140–1433 | Sua Mercê                                        | D. Afonso I, D. Sancho I, D. Afonso II, D. Sancho II, D. Afonso III, D. Dinis, D. Afonso IV, D. Pedro I, D. Fernando I, D. João I | |
| 1433–1577 | Sua Alteza Real (S.A.R.)                         | D. Duarte, D. Afonso V, D. João II, D. Manuel I, D. João III, D. Sebastião                                                        | Estilo introduzido em Portugal por influência inglesa, através da rainha D. Filipa de Lencastre. |
| 1577–1578 | Sua Majestade (S.M.)                             | D. Sebastião | Por ocasião da entrevista de Guadalupe (1577), concedida por Filipe II de Espanha a seu sobrinho D. Sebastião, e do tratamento majestático que lhe foi concedido pelo tio, D. Sebastião passa a usar a fórmula de adereço Sua Majestade, prenunciando o seu desejo imperial de conquista de África. |
| 1578–1580 | Sua Alteza Real (S.A.R.)                         | D. Henrique, D. António | Com a morte de D. Sebastião em Alcácer-Quibir, o Cardeal-Rei regressa à fórmula anterior, por considerar o tratamento majestático apenas adequado para o divino. |
| 1580–1748 | Sua Majestade (S.M.)                             | Filipe I, Filipe II, Filipe III, D. João IV, D. Afonso VI, D. Pedro II, D. João V                                                 | Com a incorporação de Portugal nos domínios dos Habsburgos da Espanha, onde, devido à influência de Carlos V, rei de Castela e imperador da Alemanha, se havia difundido o tratamento de Majestade, este passa também à órbita portuguesa, mantendo-se mesmo após a Restauração da Independência (1640). |
| 1748–1825 | Sua Majestade Fidelíssima (S.M.F.)               | D. João V, D. José I, D. Maria I (com D. Pedro III), D. João VI                                                                   | D. João V consegue da Santa Sé o reconhecimento do título de Majestade Fidelíssima para a Coroa Portuguesa, por contraponto ao uso de Sua Majestade Católica em Espanha e Sua Majestade Cristianíssima em França. |
| 1825–1826 | Sua Majestade Imperial e Fidelíssima (S.M.I.&F.) | D. João VI, D. Pedro IV | Com o reconhecimento da independência do Brasil, em 1825, D. João VI reserva também para si, ao abrigo das disposições do Tratado do Rio de Janeiro, o título de Sua Majestade Imperial; com a sua morte no ano seguinte, e a subida ao trono do filho mais velho, também ele imperador do Brasil (D. Pedro IV), mantém-se o uso da fórmula dúplice, até à sua abdicação em favor da filha D. Maria da Glória. |
| 1826–1910 | Sua Majestade Fidelíssima (S.M.F.)               | D. Maria II, D. Miguel I, D. Maria II (com D. Fernando II), D. Pedro V, D. Luís I, D. Carlos I, D. Manuel II                      | Após a abdicação de D. Pedro IV, retorna-se ao anterior estilo. |